# 하비사도
하비사도(下飛巳島)는 경상남도 고성군 삼산면에 있는 섬이다. 특정도서로 지정하여 관리되고 있다.

## 특정도서
하비사도는 지형 경관이 우수하고, 공룡 발자국 화석지형이 분포하고 있어 「독도 등 도서지역의 생태계보전에 관한 특별법」에 의거 특정도서로 지정되었다.
- 지정번호 : 제152호
- 면적 : 30,446m2
- 지번 : 경상남도 고성군 삼산면 두포리 산31-3